# Эскадра Черноморского флота
Эскадра Черноморского флота — оперативное соединение надводных сил Черноморского флота ВМФ СССР, действовала в 1939 — 1961 годах.  

## История

### Формирование и комплектование
Эскадра Черноморского флота была создана 23 июня 1939 года приказом народного комиссара ВМФ СССР № 303. На момент создания в её состав были включены: линейный корабль «Парижская Коммуна», крейсера «Красный Кавказ», «Червона Украина», «Красный Крым», 1-я и 2-я бригады эскадренных миноносцев Черноморского флота — всего 15 кораблей 1-го ранга. 
До конца 1939 года состав эскадры несколько изменился. В её состав к началу Великой Отечественной войны входили: линейный корабль «Парижская Коммуна», бригада крейсеров («Червона Украина», «Красный Кавказ», «Красный Крым», «Коминтерн»); отряд лёгких сил Черноморского флота (крейсера проекта 26-К «Ворошилов» и «Молотов»); 1-й дивизион эсминцев в составе пяти старых эсминцев типа «Новик» («Незаможник», «Фрунзе», «Железняков», «Дзержинский», «Шаумян») и двух сторожевых кораблей («Шквал» и «Шторм»); 2-й дивизион эсминцев в составе лидера «Ташкент», шести эсминцев проекта 7 («Быстрый», «Бодрый», «Бойкий», «Безупречный», «Бдительный», «Беспощадный») и вспомогательного крейсера «Микоян», переоборудованного из ледокола; 3-й дивизион эсминцев в составе двух лидеров эсминцев («Москва» и «Харьков») и пяти эсминцев проекта 7-У («Смышлёный», «Сообразительный», «Способный», «Свободный», «Совершенный»).

### Великая Отечественная война
В течение Великой Отечественной войны эскадра решала широкий круг задач: обеспечивала высадки морских десантов, обстрел береговых объектов противника, проводила минные постановки, обеспечивала морские перевозки и содействие сухопутным войскам.
Не имея на Чёрном море сравнимого по силе надводного противника, тем не менее эскадра понесла ощутимые потери в начальный период войны от вражеских и собственных минных постановок (лидер «Москва» и четыре эсминца) и особенно от действий немецкой авиации (крейсер «Червона Украина», лидер «Ташкент», лидер «Харьков» и пять эсминцев). Одномоментная потеря 6 октября 1943 года отряда кораблей в составе лидера «Харьков», эсминцев «Способный» и «Беспощадный» привела к тому, что все крупные корабли Черноморского флота были переведены в резерв Ставки Верховного Главнокомандующего. Больше в боевых действиях до конца войны они не участвовали.

### После войны
В 1949 году в состав эскадры вошли трофейные и полученные по репарациям корабли: линейный корабль «Джулио Чезаре», переименованный в «Новороссийск», лёгкий крейсер «Эмануэле Филиберто Дуча Д’Акоста», переименованный в «Керчь», итальянские эсминцы «Анимозо» («Ладный»), «Артиментозо» («Лютый») и румынские эсминцы «Ловкий», «Лихой» (Реджеле Фердинанд I), «Летучий» и «Лёгкий». 
С конца 1949 года эскадра начала пополняться новыми кораблями, построенными на Николаевском судостроительном заводе. В 1949 году прибыли крейсера проекта 68-К «Куйбышев» и «Фрунзе», в следующем году на флот поступила 1-я серия эскадренных миноносцев проекта 30-бис: «Бдительный», «Безудержный», «Буйный», «Бесстрашный», «Быстрый», «Боевой», в 1951 году 2-я серия («Безупречный», «Бурный», «Беспощадный», «Безжалостный», «Бесшумный»), в 1952 3-я серия («Беззаветный», «Беспокойный», «Безотказный», «Безукоризненный», «Бессменный», «Пылкий» и лёгкий крейсер «Дзержинский», в 1953 году — лёгкий крейсер «Адмирал Нахимов».
В связи с поступлением на Эскадру Черноморского флота в начале 1950-х годов эскадренных миноносцев проекта 30-бис в 1951 году в составе эскадры была сформирована 187-я бригада эскадренных миноносцев. В состав соединения входило 9 эсминцев проекта 30-бис. Позднее была сформирована 188-я бригада эскадренных миноносцев.
При формировании экипажей возникали кадровые проблемы с назначением командиров, старпомов и помощников командиров. К ноябрю 1944 года на линкоре и пяти крейсерах эскадры служило более 250 офицеров, из них более 150 исполняли обязанности на первичных должностях более десятка лет, по стандартным флотским меркам они не имели шансов на успешное продолжение командной карьеры. В течение военных лет решительные и патриотически настроенные офицеры направлялись в морскую пехоту и береговую артиллерию. На первичные должности в новых экипажах в 1950-е назначали выпускников военно-морских училищ, командирами боевых частей назначались офицеры, имевшие опыт службы по специальности, а при назначении старших помощников и помощников командиров кораблей возникали проблемы с компетентностью.
В 1951 году линкор «Джулио Чезаре», получивший в нашем флоте название «Новороссийск», и легкий крейсер «Дюка Даоста», ставший в нашем флоте «Керчью», прошли профилактический ремонт с частичной модернизацией и готовились участвовать в очередной кампании флота. Четыре старых румынских эскадренных миноносца вернули Румынии.
По итогам боевой подготовки в 1952-1953 годах эскадра Черноморского флота получила высокие оценки при проверке инспекцией Главного командования ВМФ.
В 1953 году эскадра была реорганизована. Из состава бригады крейсеров создали 50-ю дивизию крейсеров (крейсера «Адмирал Нахимов», «Ворошилов» и «Молотов») с подчинением непосредственно командующему флотом. С 1954 года в состав дивизии вошли крейсера проекта 68-бис «Михаил Кутузов» и  «Дзержинский», с 1961 крактовременно «Орджоникидзе» (передан Индонезии). 
На 1954 год в составе эскадры и 50-й дивизии крейсеров насчитывалось более 40 кораблей, в том числе два линкора («Севастополь» и «Новороссийск»), восемь крейсеров, 18 эскадренных миноносцев проекта 30-бис и 12 сторожевых кораблей.
В 1955 году крейсер «Дзержинский» под бортовым №37 являлся флагманским кораблем эскадры ЧФ.
С 1955 года в состав 150-й бригады эсминцев Эскадры ЧФ стали поступать эскадренные миноносцы проекта 56 — «Блестящий», «Пламенный», «Благородный», «Напористый», «Бесследный», «Бурливый», «Прозорливый» и другие. В декабре 1955 года 50-я дивизия крейсеров была снова подчинена эскадре. В 1956 году в эскадре насчитывалось 26 вымпелов. 
В июне 1956 года отряд кораблей под флагом командующего флотом адмирала В. А. Касатонова провел дружеский визит в югославский порт Сплит. В отряд вошли крейсер «Михаил Кутузов», эсминцы «Безукоризненный» и «Бессменный».  
В конце 1957 года министр обороны СССР маршал Георгий Константинович Жуков, направляясь с визитом в Югославию, решил прибыть туда морем. Для похода был выделен крейсер «Куйбышев». Отряд кораблей, сопровождавший министра обороны, возглавил первый заместитель командующего Черноморским флотом вице-адмирал Е. С. Чурсин в отряд вошли два эсминца проекта 56: «Блестящий», под командованием капитана 3 ранга Ю. Терещенко, и «Бывалый», под командованием капитана 3 ранга В. Саакяна.  

### Расформирование
В апреле 1961 года на основании закона о новом значительном сокращении Вооружённых Сил СССР была расформирована эскадра Черноморского флота, 44-я и 50-я дивизии крейсеров, две из трёх бригад эскадренных миноносцев (187-я и 188-я), а 150-я бригада была переформирована в 150-ю бригаду ракетных кораблей и передана в прямое подчинение командующему Черноморским флотом. Все корабли из расформированных соединений флота (5 крейсеров, четыре больших ракетных корабля, семь эсминцев проекта 30-бис и четыре проекта 56, два судна-цели, семь кораблей 50-го дивизиона кораблей резерва и другие) временно вошли в состав 150-й бригады, число входящих в соединение кораблей достигло 51 вымпела.

## Командующие

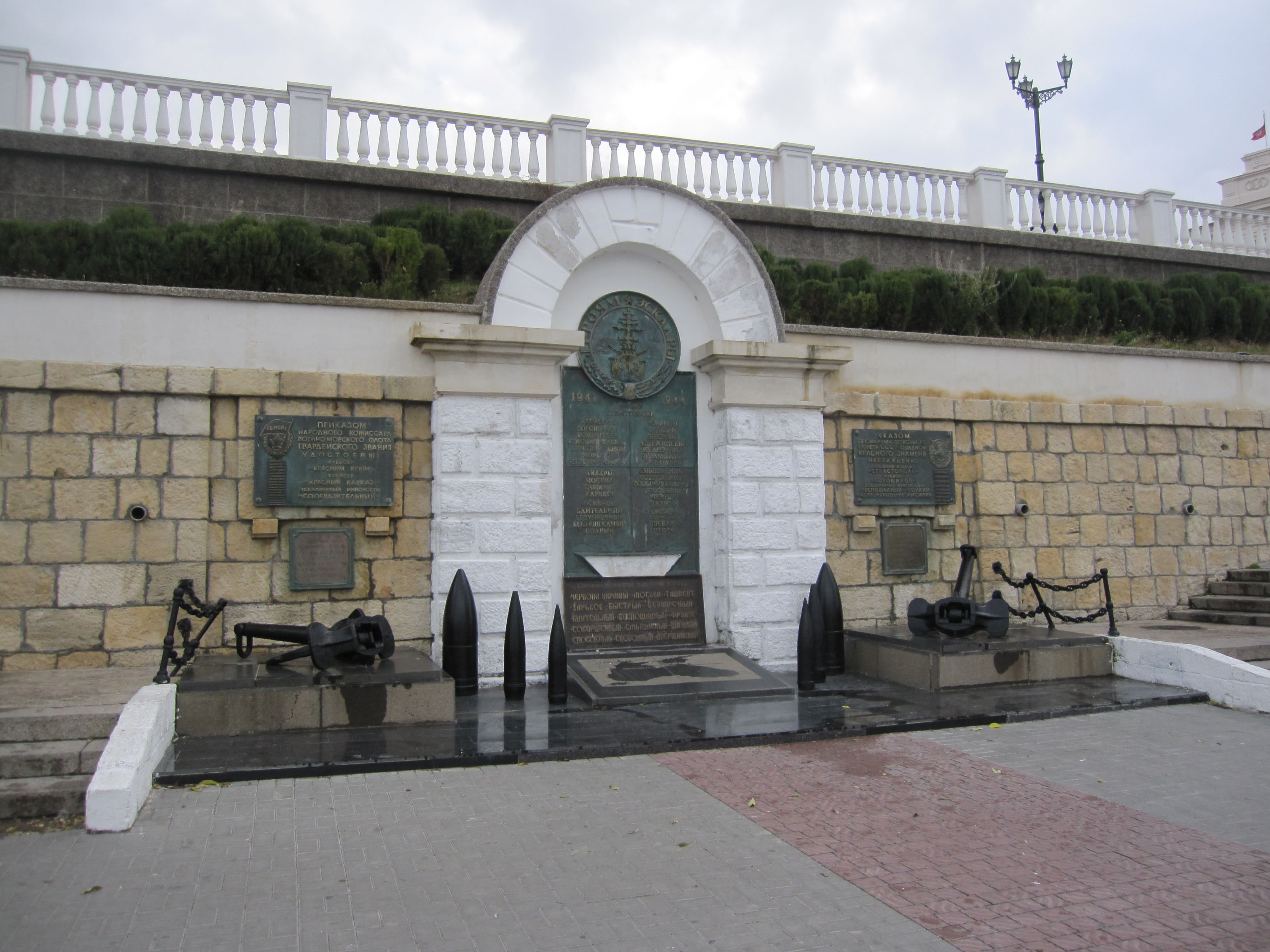
Памятный знак морякам эскадры Черноморского флота

Эскадрой в различное время командовали:
- июнь 1939—1943 —  контр-адмирал, вице-адмирал Владимирский Лев Анатольевич;
- мая 1943 по сентябрь 1944 года — контр-адмирал, вице-адмирал Басистый Николай Ефремович;
- декабрь 1944— ноябрь 1948 — вице-адмирал Горшков Сергей Георгиевич;
- 1948—1951 — контр-адмирал Пархоменко Виктор Александрович;
- 1951—1955 — вице-адмирал Уваров Пётр Васильевич;
- врид по декабрь 1955 - контр-адмирал Никольский, Николай Иванович
- март 1955 года—сентябрь 1956  — вице-адмирал Петров, Борис Фёдорович
- 1956— апрель 1961 — вице-адмирал Чалый Василий Филиппович[6][7].

### Начальники штаба
- апрель 1943 - апрель 1944 – капитан 1-го ранга Романов, Михаил Фёдорович[8]
- февраль 1946 до ноября 1948 – контр-адмирал Пархоменко Виктор Александрович
- сентябрь 1950 по январь 1954 года – капитан 1-го ранга Чалый Василий Филиппович[7]
- январь 1954 по декабрь 1955 - контр-адмирал Никольский, Николай Иванович[7]
- декабрь 1955 по апрель 1960 года - капитан 1 ранга, контр-адмирал Виктор Сергеевич Сысоев[7]
- июнь 1960 по апрель 1961  - контр-адмирал Тюняев Алексей Николаевич

## Память
В Севастополе 8 мая 1979 года был установлен памятный знак на подпорной стене набережной Приморского бульвара. Посвящён эскадре Черноморского флота (командующий — контр-адмирал Л. А. Владимирский), которая принимала активное участие в годы Великой Отечественной войны в обороне Одессы, Севастополя, в боях за Керчь и Новороссийск. Авторы — архитекторы В. М. Артюхов и В. А. Савченко, скульптор — В. Е. Суханов, инженер — А. В. Володин.  Объект культурного наследия народов РФ регионального значения. Рег. № 921711298390005 (ЕГРОКН)